# 多智能体系统
一个多智能体系统（multi-agent system，縮寫M.A.S.），是由一个在一个环境中交互的多个智能体组成的计算系统。多智能体系统也能被用在解决分离的智能体以及单层系统难以解决的问题。智能可以由一些方法，函数，过程，搜索算法或加强学习来实现。尽管存在相当大的重叠，然而一个多智能体系统并不总是一个基于智能体的模型（ABM）表现一致。ABM的目标是寻找遵循简单规则的智能体（这些智能体不需要体现出太强的“智慧”）集体行为的解释，通常在自然系统又或者解决具体的工程问题。ABM的术语经常在学术界被运用，而MAS的术语经常在工程技术中运用。多主体系统的研究课题可以给予一个合适的视角去观察网络贸易，灾害应对以及社会结构建模。相比于使用单一机器人或载具，多智能体则具有较高的鲁棒性以及可拓展性，这使得其对于复杂环境具有较高抗干扰能力。

## 实际应用
多智能体系统已经在各种领域应用， 其中包括智能电网，智慧交通，自动驾驶，军事集群系统等领域。多无人机与多机器人所构成的多智能体系统在多目标跟踪与监控，协同编队，智能网联车队等实际应用中扮演着重要角色。由多智能体构成的智能分布式交通信号控制系统 （页面存档备份，存于）已经在城市复杂路网拥堵地区使用显著提高通行效率，降低等待时间，并减少尾气排放。